# قلعه کهنه (بیژائم)
تپه قلعه کهنه بیژائم مربوط به قرن ۷ ه.ق تا دوره قاجاریه است و در شهرستان سربیشه، بخش مود، دهستان مود، جنوب روستای بیژائم واقع شده و این اثر در تاریخ ۸ بهمن ۱۳۸۵ با شمارهٔ ثبت ۱۷۰۷۴ به‌عنوان یکی از آثار ملی ایران به ثبت رسیده است.